# Peronyma quadrifasciata
Peronyma quadrifasciata är en tvåvingeart som först beskrevs av Macquart 1843.  Peronyma quadrifasciata ingår i släktet Peronyma och familjen borrflugor. Inga underarter finns listade i Catalogue of Life.